# Mont Mars
Le mont Mars est un sommet des Alpes pennines culminant à 2 600 m d'altitude.
Il se trouve le long de la ligne de partage des eaux entre la vallée du Lys, dans la Vallée d'Aoste, et la vallée de l'Elvo, dans la province de Biella.
Depuis le sommet de la montagne, on peut jouir d'un panorama sur la plaine du Pô et sur le mont Rose.
Il est possible d'atteindre le sommet par le versant méridional en partant du sanctuaire d'Oropa. De même, on peut y accéder par le versant septentrional en partant de la vallée du Lys.
Au pied du versant valdôtain (commune de Fontainemore) de la montagne s'étend la réserve naturelle du mont Mars.